# Mount Colin
Mount Colin är ett berg i Kanada.   Det ligger i provinsen Alberta, i den centrala delen av landet, 3 100 km väster om huvudstaden Ottawa. Toppen på Mount Colin är 2 439 meter över havet. Mount Colin ingår i Jacques Range.
Terrängen runt Mount Colin är bergig åt nordväst, men åt sydost är den kuperad. Runt Mount Colin är det mycket glesbefolkat, med 5 invånare per kvadratkilometer.. Närmaste större samhälle är Jasper Park Lodge, 13,5 km söder om Mount Colin.
Trakten runt Mount Colin består i huvudsak av gräsmarker.